# Carndonagh
Carndonagh (gaélico, Carn Domhnach) es una ciudad en la península de Inishowen en el condado de Donegal, República de Irlanda. La ciudad se encuentra cerca del cabo Malin, el punto más septentrional de Irlanda y queda cerca de las orillas de la bahía de Trawbeaga. Carndonagh es la principal ciudad comercial de la península y allí se encuentra la cruz de Donagh, que perteneció a un monasterio de los primeros tiempos del cristianismo fundado por san Patricio para el obispo Mac Cairthen, hermano del obispo de Clogher.[cita requerida] El nombre irlandés original, Carn Domhnach, se refiere al montículo de enterramiento de la iglesia. La ciudad está organizada en torno a una plaza central, o "Diamante", y está dominada por su iglesia católica de estilo italianizante. También es la sede de la escuela comunitaria de Carndonagh, la escuela comunitaria más grande en la República de Irlanda.

## Transporte
La estación de ferrocarril de Carndonagh se inauguró el 1 de julio de 1907, pero finalmente cerró el 2 de diciembre de 1935.

## Deporte
Algunos clubes deportivos y organizaciones activas dentro de la comunidad de Carndonagh son:
- Carndonagh GAA- el club local de fútbol gaélico.
- Carndonagh F.C. - el club local de fútbol, que participa en la Liga de Fútbol de Inishowen.
- Club de Rugby de Inishowen - Promocionó cuatro temporadas seguidas y participa en una liga del Ulster.
- Club Atlértico de Inishowen
- Club de Boxeo de Carndonagh